# 宋文昌
宋文昌（1575年—1622年），字德夫，號泰六，河南汝寧府光州商城縣人，明朝政治人物。

## 生平
万历三十五年（1607年）丁未科进士，初授如皋县知县，調蕲水令，持身廉洁，平赋税，均徭役，期日而民歌之。创书院，置学田，簿书之暇與邑博士课弟子员文艺，評次甲乙，终日忘倦。三年殿最，擢吏部文选司主事，銓政一清。晉本部员外郎，以病卒，崇祀乡贤。

## 家族
曾祖宋亮。祖父宋本重。父宋易，壽官。母张氏，継母郭氏。具庆下。弟文星、文昱。